# Марк Бертон
Марк Бертон (англ. Mark Burton, нар. 18 травня 1974, Веллінгтон) — новозеландський футболіст, півзахисник клубу «Футбол Кінгз».
Виступав, зокрема, за клуби «Оснабрюк» та «Футбол Кінгз», а також національну збірну Нової Зеландії.

## Клубна кар'єра
Починав грати в юнацьких командах клубів «Веллінгтон Юнайтед» і «Мірамар Рейнджерс».
В 1993 році за рекомендацією свого співвітчизника Вінтона Руфера, який виступав тоді за бременський «Вердер», перейшов у другу команду цього клубу. Провівши в дублі два сезони, він покинув команду і виступав за кілька інших команд третього німецького дивізіону: «Оснабрюк», «Кікерс» (Емден) і «Любек».
У 2000 році повернувся на батьківщину, де 4 сезони відіграв за клуб «Футбол Кінгз», що виступав у австралійській Національній футбольній лізі і 2004 року завершив ігрову кар'єру.

## Виступи за збірну
28 червня 1996 року дебютував в офіційних матчах у складі національної збірної Нової Зеландії в товариській грі проти Китаю (0:2).
У складі збірної був учасником кубка націй ОФК 1998 року в Австралії. Ззігравши у трьох з чотирьох матчах на турнірі — проти Таїті, Фіджі та фіналу проти Австралії, в якому Бертон забив переможний гол, футболіст з командою здобув золоті нагороди турніру. Перемога дозволила новозеландцям представляти федерацію на Кубку конфедерацій 1999 року, вперше у своїй історії. На турнірі в Мексиці Бертон зіграв у всіх трьох матчах — з США, Німеччиною та Бразилією, але його команда програла всі три гри і не вийшла з групи.
Згодом Бертон зі збірною знову став переможцем Кубка націй ОФК 2002 року, на цей раз домашнього, і вдруге поїхав з командою на розіграш Кубка конфедерацій 2003 року у Франції, зігравши на турнірі дві гри — проти Японії (0:3) та Франції (0:5), а його збірна і цього разу не вийшла з групи. Після цього Марк за збірну більше не грав. Всього протягом кар'єри у національній команді провів у її формі 27 матчів, забивши 6 голів.

## Титули і досягнення
- Володар Кубка націй ОФК: 1998, 2002